# Cerro Benítez
Cerro Benítez är ett berg i Chile.   Det ligger i provinsen Provincia de Última Esperanza och regionen Región de Magallanes y de la Antártica Chilena, i den södra delen av landet, 2 000 km söder om huvudstaden Santiago de Chile. Toppen på Cerro Benítez är 549 meter över havet, eller 475 meter över den omgivande terrängen. Bredden vid basen är 7,3 km. Cerro Benítez ligger vid sjön Lago Sofía.
Terrängen runt Cerro Benítez är varierad. Trakten runt Cerro Benítez är nära nog obefolkad, med mindre än två invånare per kvadratkilometer.. 
Trakten runt Cerro Benítez består i huvudsak av gräsmarker.